# Tortolì
Tortolí (català) o Tortolì (italià) (en sard, Tòrtuelie o Tòrtuele) és un municipi italià, situat a la regió de Sardenya i a la província de Nuoro. L'any 2006 tenia 10.310 habitants. Es troba a la regió de Quirra. Limita amb els municipis d'Arzana, Bari Sardo, Elini, Girasole, Ilbono, Lotzorai, Villagrande Strisaili.

## Administració
| Període | Identitat       | Partit        |
| ------- | --------------- | ------------- |
| 2005-   | Marcella Lepori | Llista Cívica |

## Personatges il·lustres
- Mario Melis, president de Sardenya 1984-1989 i membre del Partit Sard d'Acció.

## Galeria d'imatges

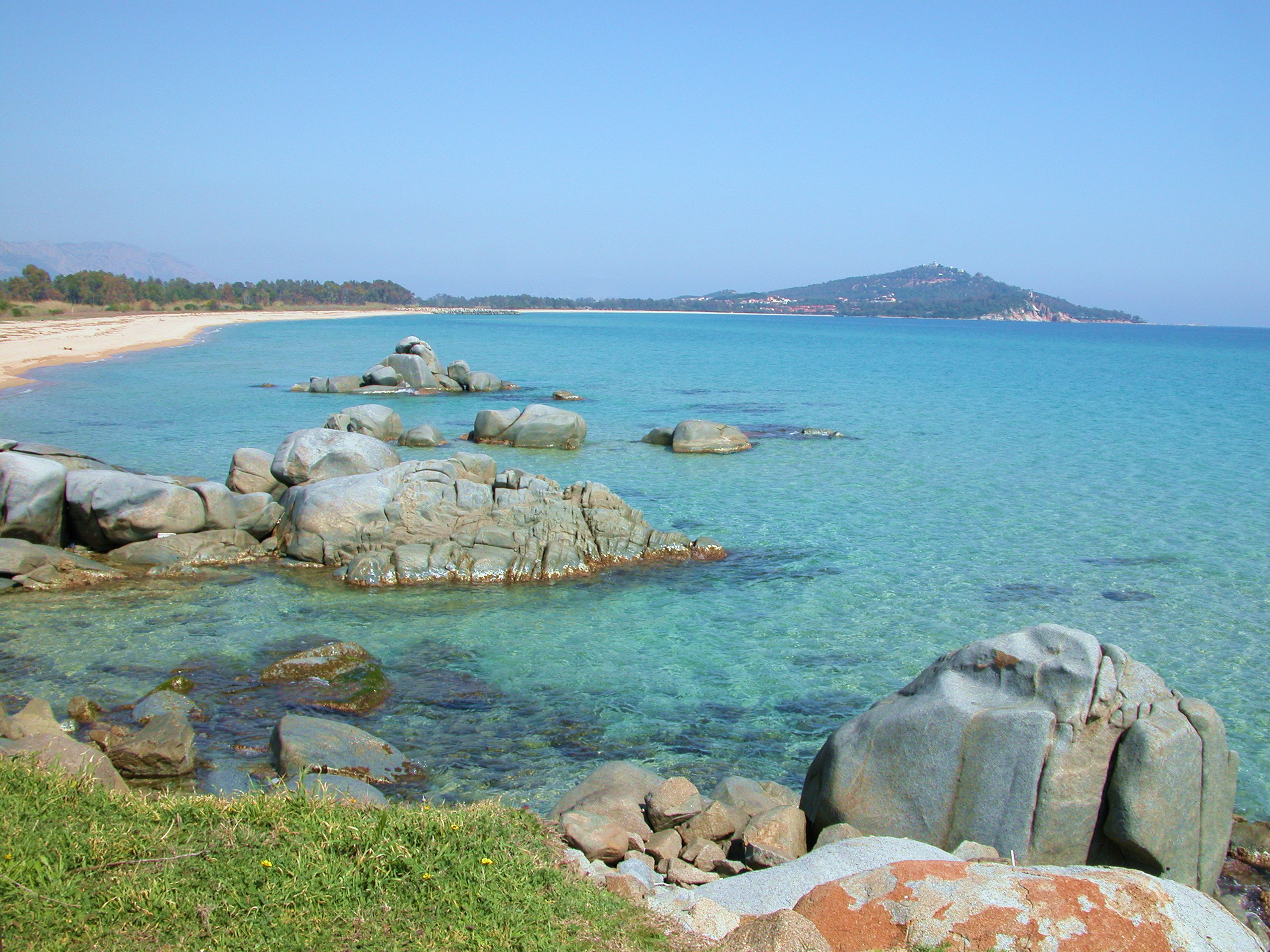
Lido d'Orrì
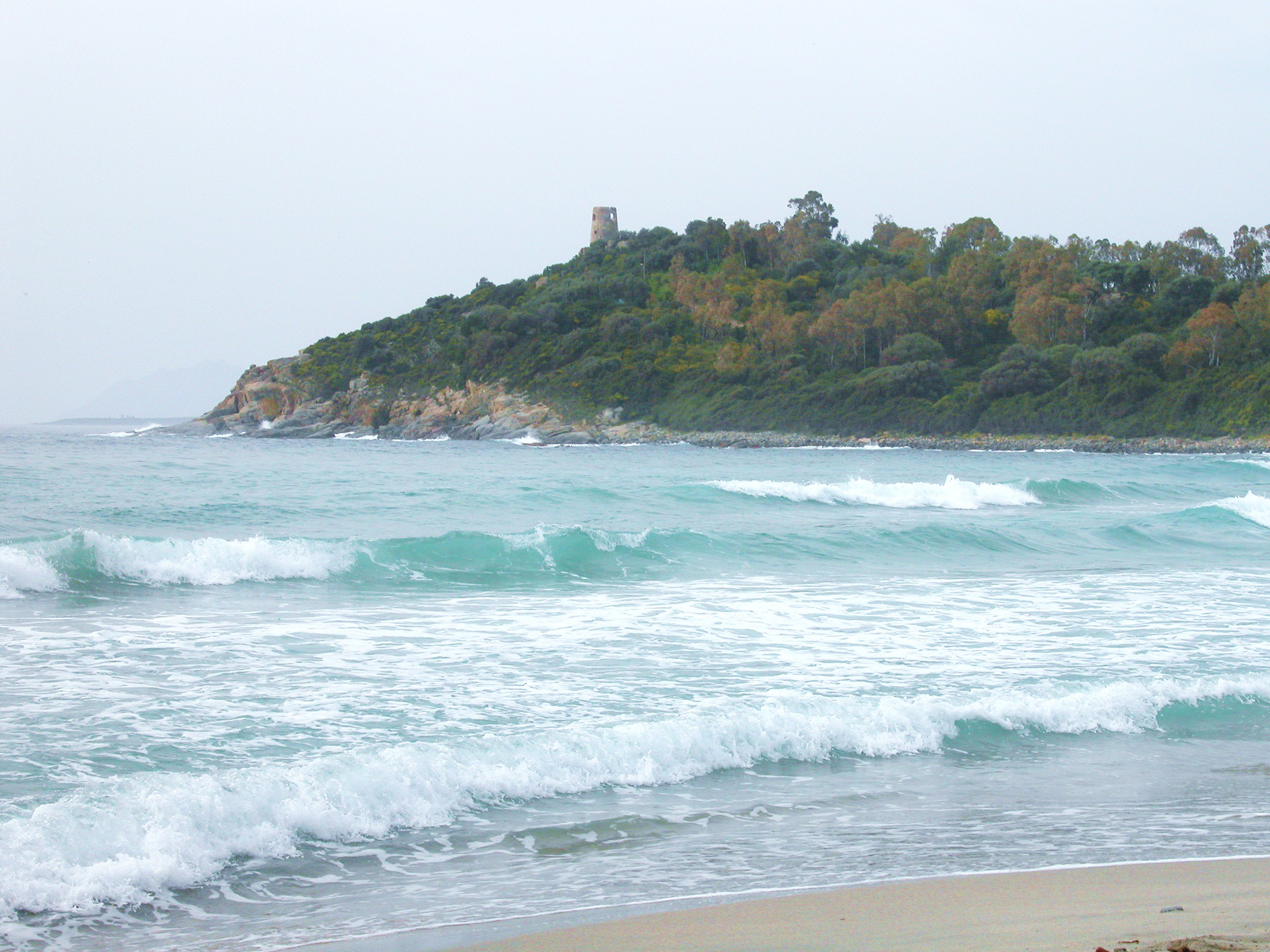
Badia de Porto Fralis
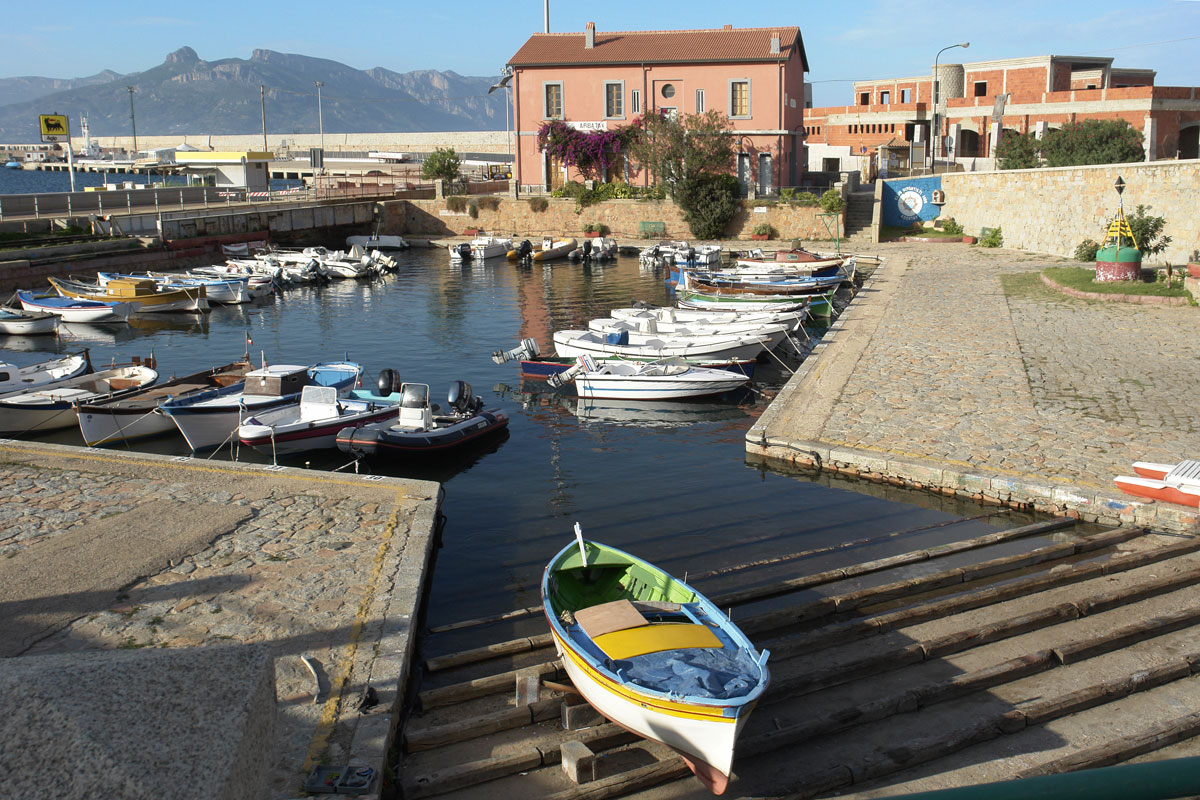
Port d'Arbatax